# Decca Tree
Das Decca-Tree-Mikrofonsystem – oder auch Decca-Dreieck – ist eine Stereo-Aufnahmetechnik, die vor allem bei Orchesteraufnahmen zur Anwendung kommt. Es hatte sich empirisch ergeben, als ab 1954 Arthur Haddy, Kenneth Ernest Wilkinson und deren Mitarbeiter mit Aufnahmeverfahren experimentierten.

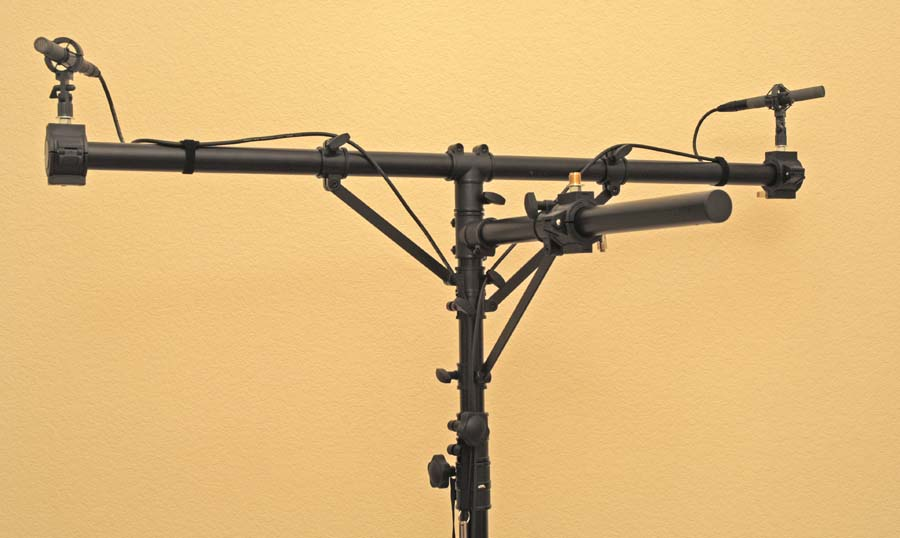
Decca Tree mit 3 Hauptmikrofonen

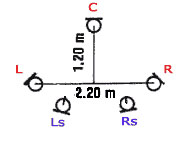
Anordnung der Mikrofone

## Allgemeines
Die ersten Stereoaufnahmen der Firma Decca Records aus London wurden im Jahre 1958 von vier Produzenten veröffentlicht und umfassten 60 Schallplatten. Die Decca kann auf eine langjährige Tradition im Erforschen von besonderen Methoden im Bereich der Aufnahmetechnik zurückblicken. So entwickelte sie außer ihrer Mikrofon-Aufnahmemethode auch ihre eigenen Stereo-Mischpulte sowie weitere spezielle Aufnahmegeräte.
In einem Interview, das in weiten Teilen seine Tätigkeit bei Decca in den 1950er- und 1960er-Jahren behandelte, stellte der Produzent und Toningenieur James Lock folgende Rangfolge der für eine gute Aufnahme notwendigen Kriterien auf, die bei Decca kompromisslos beachtet wurden:
1. das musikalische Werk
2. die Darbietung
3. die technische Aufnahmequalität.

## Entwicklung
Die Anwendung dieser Dreier-Mikrofon-Technik hat sich aus dem Gedanken heraus entwickelt, einen Kompromiss aus der Minimal-Aufnahmetechnik mit nur zwei Mikrofonen und der Multi-Mikrofontechnik zu finden, um die Klarheit sowie die Tiefenstaffelung bei Opern- und Orchesteraufnahmen besser herauszubringen.
Das erste „Tree-System“ sowie auch das erste Stereo-Mischpult wurden von Roy Wallace entwickelt. Das Mikrofondreieck wird in etwa 3,00 m bis 3,60 m Höhe (11 feet) über der Bühnenebene um den Dirigenten herum aufgestellt. Dieses kann mit drei getrennten Mikrofonstativen oder auch mit einem Stangen-Gerüst geschehen. Das Mikrofonsystem steht also nicht vor dem Orchester, wie man häufig sieht, sondern mehr im Orchester. Üblicherweise werden noch zwei weitere Ausleger-Mikrofone (Outrigger) an den Seiten aufgestellt, die etwa in der Mitte zwischen Dirigent und äußerer Orchesterabgrenzung bis zu etwa 2/3 der Bühnenbreite stehen. Das Panpot des Mittenmikrofons geht auf beide Stereospuren ins Center der Stereoaufnahme. Das linke „Dreiecksmikrofon“ und der linke „Ausleger“ gehen panpotmäßig voll zum linken Kanal und das rechte Mikrofon und der rechte Ausleger gehen zum rechten Kanal.
Als man diese Technik 1954 erstmals ausprobierte, wurden die Neumann-Mikrofone KM 56 verwendet, die eine Neigung von 30° auf das Orchester hatten. Auch andere Neumann-Mikrofone wurden ausprobiert, wie das Großmembranmikrofon M 49 in Richtcharakteristik Niere. Man stellte auch zusätzliche Trennwände zwischen den Mikrofonen auf und probierte die Mikrofone mit Kugelcharaktistik KM 53 und schließlich die Kugelmikrofone M 50 (mit einer speziellen Kleinmembrankapsel in einer etwa golfballgroßen Druckstaukugel).
Die Trennwände, die man anfänglich einmal bei den Nierenmikrofonen M 49 probeweise ausprobierte, bestanden aus vier Brettern, die von einem Mittelpunkt nach außen gewinkelt wurden, so dass jedes Mikrofon in der Mitte seiner 60°-„Tortenstück-Ecke“ positioniert war. Seit der Verwendung der M 50-Kugelmikrofone wurden aber keine Trennwände mehr zwischen den Mikrofonen verwendet.
Die zusätzlichen „Ausleger“ entwickelten sich dahin, dass auch dafür schließlich M 50-Mikrofone genommen wurden, die schräg oder gerade über das Orchester zeigen. Diese Mikrofonsignale vergrößern die Abbildungsbreite und den Räumlichkeitseindruck der Stereoaufnahme. Üblicherweise müssen Solisten mit weiteren Mikrofonen gestützt werden.

So blieb die „Tree“-Anordnung über lange Zeit generell unverändert, wenn auch die Decca-Ingenieure ständig kleinere Veränderungen an den Mikrofonaufstellungen machten, mit denen ja immer wegen der Raum-, Orchester- und Partitur-Unterschiede zu rechnen ist.

## Anwendung
Diese Art der Aufnahmetechnik, die sich nicht physikalisch-mathematisch berechnen lässt, wurde aus eben diesen Gründen von den wissenschaftlichen Akustikinstituten nicht beachtet – ja geradezu gemieden.

Bei einer typischen Decca-Aufnahmesitzung wird zusätzlich jede Anstrengung unternommen, um einen passenden Aufnahmeraum für die Komposition und die Besetzung zu finden, der die richtige Nachhallcharakteristik besitzt. Durch Aufhängen von Tüchern oder durch Auslegen von großen Holzplatten über die gepolsterten Sitze im Konzertsaal wird die notwendige Qualität des reflektierten Schalls weiter optimiert.
Anmerkung: Im Gegensatz zum festgelegten ORTF-Mikrofonsystem sind die Abmessungen des Mikrofonsystems „Decca-Tree“ (Decca-Dreieck) völlig frei. Die dazu angebotenen T-Anordnungen mit den Abmessungen 1,25 m und 0,7 m, sowie 2,50 m und 1,25 m sind nur unverbindliche Vorschläge zum Decca-Tree und meistens zu klein. Jeder Tonmeister richtet sich seine Abmessungen individuell selbst ein, je nach der Art der Musik, nach der Größe des Klangkörpers und nach den Raumabmessungen.
Als Faustregel gilt: Die Abstände der drei Mikrofone zueinander sollten jedoch niemals kleiner als ein ganzer Meter (3 feet) sein. Beträgt der Abstand der Mikrofone weniger, so besteht in der Wirkung kein Decca-Dreieck mehr.
Das phantasievolle Raumklang-Mikrofon-Gebilde Atmos 5.1 (mit einem Front-Mikrofonabstand zueinander von kleinen 25 cm) wird aus Werbegründen völlig fälschlich mit Decca-Dreieck bezeichnet. Auch alle anderen Dreiecke mit um die 30 cm Seitenlänge sind zwar schön klein und praktisch, stellen sich aber akustisch immer als falsch heraus und haben mit der Idee eines Decca-Dreiecks wirklich nichts zu tun.
Wenn man das Mikrofon im Center mehr als 3 dB gegenüber den anderen Mikrofonen im Pegel absenken muss, dann kann an den Mikrofonabständen etwas nicht stimmen. Dieses Dreier-System ist kein Groß-AB-System mit „Hilfsstütze“ für das Center.

Besonders seit es Raumklang-Aufnahmen gibt, kommt man nicht mehr an der Decca-Tree-Aufnahmetechnik vorbei, auch wenn sich diese einer genauen mathematisch-akustischen Berechnung weitgehend entzieht.

## Anmerkung
Helmut Krüger, der für die Reichsrundfunkgesellschaft während des Zweiten Weltkrieges viele Stereo-Probeaufnahmen auf Magnettonband machte, verwendete ähnliche Aufstellungen. Von diesen haben sich nur wenige Aufnahmen erhalten. Die bekannteste ist die Aufnahme des 5. Klavierkonzertes in Es-Dur von Ludwig van Beethoven, gespielt von Walter Gieseking, Arthur Rother und dem Orchester des Reichssenders Berlin. Auch der letzte Satz der 8. Sinfonie Anton Bruckners, gespielt von der Preussischen Staatskapelle unter der Leitung von Herbert von Karajan, wurde 1944 in Stereo aufgezeichnet. Trotz eines starken Grundrauschens, bieten beide Aufnahmen eine offene Akustik. Daran wird auch die Räumlichkeit des Studios, der Saal Nr. 1 im Haus des Rundfunks, einen Anteil haben. Der Saal wird heute noch für Aufnahmen verwendet.